# Salah Hissou
Salah Hissou (arabiska: صلاح حيسو), född den 16 januari 1972, är en marockansk före detta friidrottare som tävlade i medel- och långdistanslöpning. 
Hissous största merit är VM-guldet på 5 000 meter vid VM 1999 i Sevilla. Han innehade även världsrekordet på 10 000 meter mellan 1996 och 1997 med tiden 26.38,08. På 10 000 meter lyckades Hissou även ta två mästerskapsmedaljer, brons vid såväl VM 1997 i Aten som vid OS 1996 i Atlanta.